# Grand Isle (film, 1991)
Ne doit pas être confondu avec Grand Isle  (film, 2019).
Pour plus de détails, voir Fiche technique et Distribution.
Grand Isle est un film américain réalisé par Mary Lambert, sorti en 1991, adapté du roman L'Éveil (The Awakening) de Kate Chopin.

## Fiche technique
- Titre : Grand Isle
- Réalisation : Mary Lambert
- Scénario : Hesper Anderson d'après la nouvelle L'Éveil (The Awakening) de Kate Chopin
- Musique : Elliot Goldenthal
- Pays d'origine : États-Unis
- Genre : Drame
- Durée : 94 minutes
- Date de sortie : 
  -  Canada : 9 septembre 1991

## Distribution
- Kelly McGillis : Edna Pontellier
- Jon DeVries : Léonce Pontellier
- Adrian Pasdar : Robert Lebrun
- Ellen Burstyn : Mademoiselle Reisz
- Julian Sands : Alcee Arobin
- Anthony DeSando : Victor Lebrun
- Glenne Headly : Adele Ratignolle
- Michael Audley : Dr. Mandelet
- Marion Zinser : Maria Lebrun
- Mary Ann Mason : Julia Highcamp
- Patrick Weathers : Mr. Merriman
- Taylor Simpson : Mrs. Merriman
- Ron Millkie : Alphonse Ratignolle
- Avery Jolly : Raoul Pontellier
- Chad Folse : Etienne Pontellier
- Ernie Vincent : Grandpa Farival
- Jeanette Kontomitras : Madame Antoine
- Lori Jefferson : Josephine
- Sylvia Kuumba Williams : Celestine
- Jeffrey Barach : Priest
- Jessica Carvin : Edna jeune